# (25893) Sugihara
(25893) Sugihara est un astéroïde de la ceinture principale.

## Description
(25893) Sugihara est un astéroïde de la ceinture principale. Il fut découvert le 19 novembre 2000 à l'Observatoire Desert Beaver par William Kwong Yu Yeung. Il présente une orbite caractérisée par un demi-grand axe de 3,19 UA, une excentricité de 0,10 et une inclinaison de 23,4° par rapport à l'écliptique.

## Nom
Il est nommé d'après le juste parmi les nations, le diplomate japonais Chiune Sugihara, qui sauva des milliers de vies juives en Lituanie durant la Shoah.

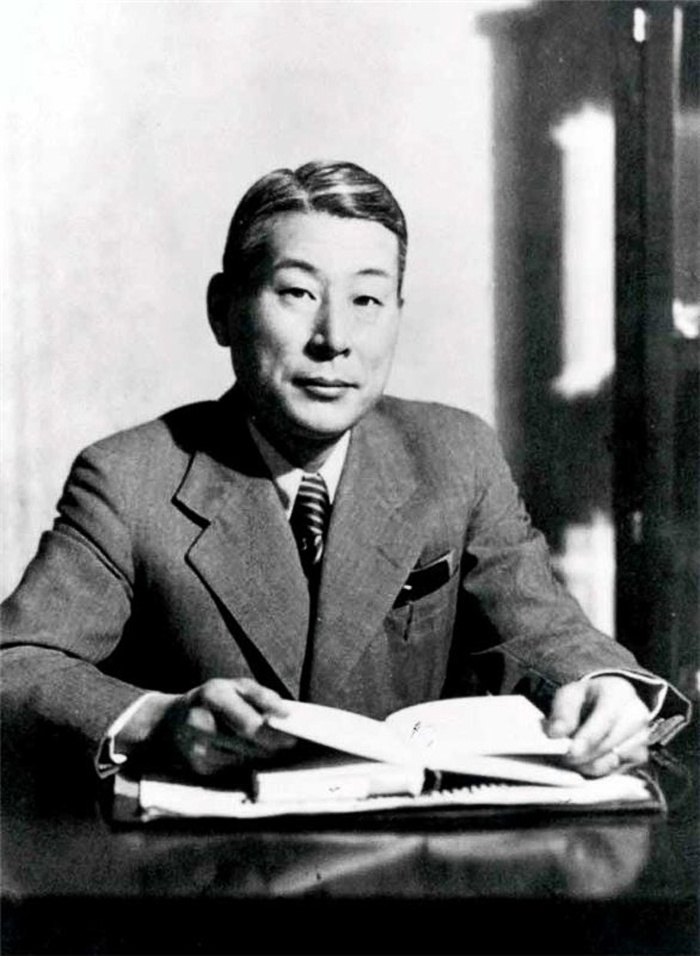
Chiune Sugihara qui donna son nom à l'astéroïde

## Compléments